# Melissa Galindo
Melissa Galindo Lizarraga (Culiacán, Sinaloa, 24 de octubre de 1987) es una cantante, bailarina y conductora mexicana, famosa por estar involucrada en el caso de acoso sexual supuestamente cometido en su contra por el cantante Kalimba.

## Carrera musical

### La voz México
Participó durante dos etapas del concurso de Televisa La voz México, primero en la 2.ª edición del programa audicionando con el tema «Déjame ir», quedando con Miguel Bosé como su "coach" en la cual no logró posicionarse. Después en la 4.ª edición audicionó con la canción «Diamonds» y estuvo en el equipo de Laura Pausini en donde tampoco destacó, tan sólo superó a su compañera Jimena Gállego en su última etapa en el reality: Las batallas.

## Escándalos

### Noviazgo con Yolanda Andrade
Durante los años 2015 y 2016, Galindo se vio inmiscuida en un escándalo de fotografías al sugerirse que habría mantenido una relación sentimental con la conductora de Televisión Yolanda Andrade. Cosa que en un principio negó —aunque posteriormente acabó por confirmarlo— y se dijo la relación habría terminado tras la infidelidad de Galindo hacia Andrade con varios hombres (un baterista y el productor Alejandro Gou) poco después se hizo público que, Andrade habría terminado la relación con Galindo tras descubrir que ésta habría vendido una foto de ambas besándose a TV Notas para hacerse famosa y, posteriormente la ruptura de ésta.
Durante dicha relación Galindo también habría engañado a Andrade con su amiga Montserrat Oliver ya que ésta le habría prometido hacerla famosa.

### Supuesto abuso sexual por parte de Kalimba
Aunque en un principio dijo "solo quería levantar la voz" —por lo que fue señalada de solo quererse hacer fama por medio del cantante—, Galindo declaró el 16 de marzo de 2023, por medio de su cuenta de Instagram que habría sufrido abuso sexual —tocamientos— por parte del cantante mexicano Kalimba 3 años atrás; éste negó los hechos y posteriormente anunció demandaría por daño moral a Galindo ya que dicha denuncia se debería ante el adeudo de un millón de pesos mexicanos por parte de Galindo hacia Kalimba (Arc Récords) por incumplimiento de contrato.